# Victor Wanyama
Victor Mugubi Wanyama (* 25. června 1991, Nairobi, Keňa) je keňský fotbalový záložník a reprezentant, od roku 2016 působí v anglickém klubu Tottenham Hotspur FC. Hraje na pozici defenzivního záložníka.
Stal se prvním keňským fotbalistou, který vstřelil gól v Lize mistrů UEFA (v zápase proti FC Barcelona 7. listopadu 2012 přispěl gólem k výhře Celtiku Glasgow 2:1).
Pochází ze sportovně založené rodiny, jeho otec Noah byl keňským fotbalovým reprezentantem, bratři McDonald Mariga, Thomas a Sylvester jsou také fotbalisté a sestra Mercy hrála basketbal.

## Reprezentační kariéra
V A-mužstvu Keni debutoval 27. 5. 2007 ve svých 15 letech v přátelském utkání proti Nigérii (porážka 0:1).

## Statistiky

### Klubové
K 29. květnu 2021
| Klub              | Sezóna  | Liga                | Liga   | Liga | Pohár  | Pohár | Ligový pohár | Ligový pohár | Evropské poháry | Evropské poháry | Ostatní | Ostatní | Celkem | Celkem |
| Klub              | Sezóna  | Liga                | Zápasy | Góly | Zápasy | Góly  | Zápasy       | Góly         | Zápasy          | Góly            | Zápasy  | Góly    | Zápasy | Góly   |
| ----------------- | ------- | ------------------- | ------ | ---- | ------ | ----- | ------------ | ------------ | --------------- | --------------- | ------- | ------- | ------ | ------ |
| Beerschot AC      | 2008/09 | Jupiler Pro League  | 1      | 0    | –      | –     | –            | –            | –               | –               | –       | –       | 1      | 0      |
| Beerschot AC      | 2009/10 | Jupiler Pro League  | 20     | 0    | 1      | 0     | –            | –            | –               | –               | –       | –       | 21     | 0      |
| Beerschot AC      | 2010/11 | Jupiler Pro League  | 30     | 2    | 4      | 0     | –            | –            | –               | –               | –       | –       | 34     | 2      |
| Beerschot AC      | Celkem  | Celkem              | 51     | 2    | 5      | 0     | –            | –            | –               | –               | –       | –       | 56     | 2      |
| Celtic            | 2011/12 | Premiership         | 29     | 4    | 4      | 0     | 4            | 0            | 5               | 0               | –       | –       | 42     | 4      |
| Celtic            | 2012/13 | Premiership         | 32     | 6    | 5      | 1     | 2            | 0            | 10              | 2               | –       | –       | 49     | 9      |
| Celtic            | Celkem  | Celkem              | 61     | 10   | 9      | 1     | 6            | 0            | 15              | 2               | –       | –       | 91     | 13     |
| Southampton       | 2013/14 | Premier League      | 23     | 0    | 1      | 0     | 0            | 0            | –               | –               | –       | –       | 24     | 0      |
| Southampton       | 2014/15 | Premier League      | 32     | 3    | 2      | 0     | 4            | 0            | –               | –               | –       | –       | 38     | 3      |
| Southampton       | 2015/16 | Premier League      | 30     | 1    | 0      | 0     | 2            | 0            | 3               | 0               | –       | –       | 35     | 1      |
| Southampton       | Celkem  | Celkem              | 85     | 4    | 3      | 0     | 6            | 0            | 3               | 0               | –       | –       | 97     | 4      |
| Tottenham Hotspur | 2016/17 | Premier League      | 36     | 4    | 3      | 0     | 1            | 0            | 7               | 1               | –       | –       | 47     | 5      |
| Tottenham Hotspur | 2017/18 | Premier League      | 18     | 1    | 5      | 0     | 0            | 0            | 1               | 0               | –       | –       | 24     | 1      |
| Tottenham Hotspur | 2018/19 | Premier League      | 13     | 1    | 1      | 0     | 2            | 0            | 6               | 0               | –       | –       | 22     | 1      |
| Tottenham Hotspur | 2019/20 | Premier League      | 2      | 0    | 0      | 0     | 1            | 0            | 1               | 0               | –       | –       | 4      | 0      |
| Tottenham Hotspur | Celkem  | Celkem              | 69     | 6    | 9      | 0     | 4            | 0            | 15              | 1               | –       | –       | 97     | 7      |
| CF Montréal       | 2020    | Major League Soccer | 21     | 2    | –      | –     | –            | –            | 1               | 0               | 1       | 0       | 23     | 2      |
| CF Montréal       | 2021    | Major League Soccer | 7      | 1    | 0      | 0     | –            | –            | –               | –               | 0       | 0       | 7      | 1      |
| CF Montréal       | Celkem  | Celkem              | 28     | 3    | 0      | 0     | –            | –            | 1               | 0               | 1       | 0       | 30     | 3      |
| Celkem            | Celkem  | Celkem              | 294    | 25   | 26     | 1     | 16           | 0            | 32              | 3               | 1       | 0       | 371    | 29     |

### Reprezentační góly
K zápasu odehranému 14. října 2018. Skóre a výsledky Keňy jsou vždy zapisovány jako první.
| Gól | Datum              | Místo                                           | Soupeř      | Skóre | Výsledek | Soutěž                                   |
| --- | ------------------ | ----------------------------------------------- | ----------- | ----- | -------- | ---------------------------------------- |
| 1.  | 15. listopadu 2011 | Nyayo National Stadium, Nairobi, Keňa           | Seychely    | 4:0   | 4:0      | Kvalifikace na Mistrovství světa 2014    |
| 2.  | 7. června 2015     | Amahoro Stadium, Kigali, Rwanda                 | Jižní Súdán | 1:0   | 2:0      | Přátelský zápas                          |
| 3.  | 29. května 2016    | Moi International Sports Center, Kasarani, Keňa | Tanzanie    | 1:1   | 1:1      | Přátelský zápas                          |
| 4.  | 24. března 2018    | Stade de Marrakech, Marrákeš, Maroko            | Komory      | 1:0   | 2:2      | Přátelský zápas                          |
| 5.  | 14. října 2018     | Moi International Sports Center, Kasarani, Keňa | Etiopie     | 3:0   | 3:0      | Kvalifikace na Africký pohár národů 2019 |
| 6.  | 7. června 2019     | Stade Robert Bobin, Bondoufle, Francie          | Madagaskar  | 1:0   | 1:0      | Přátelský zápas                          |